# Rucksackschnecken
Die Rucksackschnecken (Testacella) sind die einzige Gattung der Familie Testacellidae aus der Unterordnung der Landlungenschnecken (Stylommatophora). Es handelt sich um räuberisch lebende Schnecken mit stark verkleinertem Gehäuse. In Europa kommen sechs Arten vor.

## Merkmale
Das Gehäuse ist stark reduziert und sitzt wie ein kleines Mützchen am Hinterende des Körpers. Die Tiere sind sehr schlank und messen ausgestreckt bis über 12 cm, sie können sich aber auch sehr stark zusammenziehen. Zwei Furchen verlaufen vom Mantel am Körperhinterende nach vorne. Sie verzweigen sich jeweils seitlich. Die Körperfarbe variiert von gelb, cremefarben bis braun; manchmal ist der Körper auch dunkler gefleckt. Die Kiefer sind reduziert, die Radula besitzt lange, spitze, nach hinten gerichtete Zähne, die das Festhalten der Beute ermöglichen.

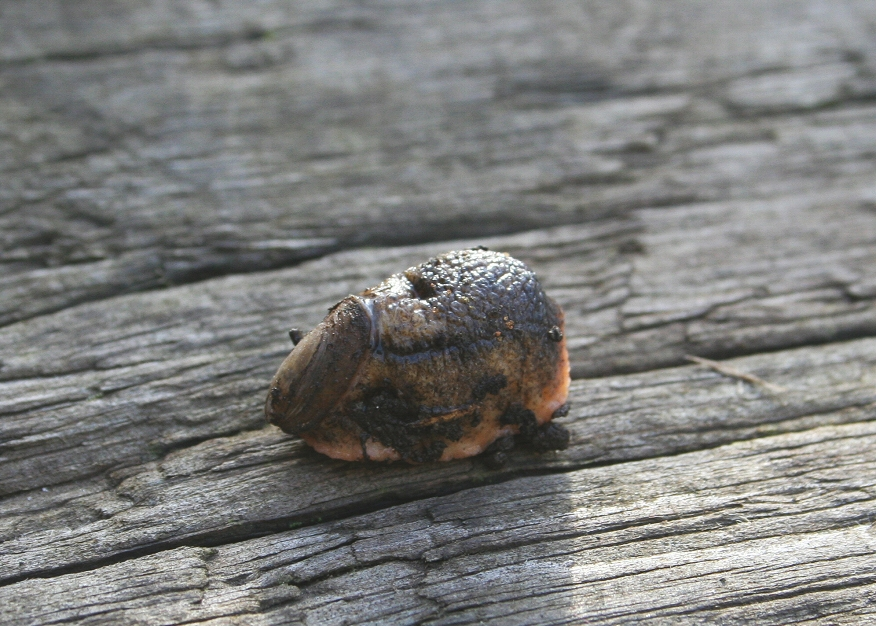
Braune Rucksackschnecke (Testacella maugei), kontrahiert

## Lebensweise, Vorkommen und Verbreitung
Die nachtaktiven Vertreter der Familie leben räuberisch von Regenwürmern, die z. T. in ihre Wohnröhren verfolgt werden. Diese werden mit der Radula ergriffen und im Ganzen verschlungen. Tagsüber verstecken sich die Rucksackschnecken in Erdröhren. Die meisten Arten sind synanthrop, was mit dem reichlichen Vorkommen von Regenwürmern in humusreichen Gartenböden erklärt wird. Die Familie ist im westlichen Mediterrangebiet, auf den Mittelatlantischen Inseln, den Britischen Inseln und in Westfrankreich verbreitet. Eine Art ist inzwischen auch in Deutschland nachgewiesen. Sie wurden auch in andere Regionen verschleppt, z. B. nach Neuseeland.

## Systematik
Die Familie der Rucksackschnecken ist die Nominatfamilie der Überfamilie Testacelloidea. Sie enthält derzeit nur die Gattung Testacella, die aber von den meisten Autoren in zwei Untergattungen, die Nominatuntergattung Testacella (Testacella) Cuvier, 1800 und Testacella (Testacelloides) A. J. Wagner, 1914 unterteilt wird.
- Rucksackschnecken (Testacellidae Gray, 1840)
  - Gattung Rucksackschnecken (Testacella Cuvier, 1800)
    - Untergattung Testacella Cuvier, 1800
      - †Testacella asinia Serres, 1827, Pliozän (Unterart von Testacella maugei?)[2]
      - Testacella barbei Lucas, 1958
      - Testacella bisulcata Risso, 1826
      - Testacella bracciai Nardi & Bodon, 2011[3]
      - †Testacella bruntoniana Serres, 1851, Pliozän[2]
      - †Testacella deshayesi Michaud, 1855, Pliozän[4]
      - Testacella fischeriana Bourguignat, 1861
      - Graugelbe Rucksackschnecke (Testacella haliotidea Draparnaud, 1801)
      - †Testacella lartetii Dupuy, 1850, Tortonium, Miozän[2]
      - Braune Rucksackschnecke (Testacella maugei) A. Férussac, 1819
      - †Testacella pedemontana Sacco, 1886, Pliozän[2]
      - †Testacella puisseguri Schlickum, 1967, Pliozän[4]
      - Testacella riedeli Giusti, Manganelli & Schembri, 1996
      - †Testacella sandbergeri Wenz, 1863, Chattium, Oligozän[2]
      - †Testacella schuetti Schlickum, 1967, Sarmatium, Miozän[4]
      - Gelbe Rucksackschnecke (Testacella scutulum) G. B. Sowerby I. 1820
      - †Testacella zelli Klein, 1853, Tortonium, Miozän[2]

    - Untergattung Testacelloides A. J. Wagner, 1914
      - Testacella gestroi Issel, 1873

## Belege